# Otto Ramdohr

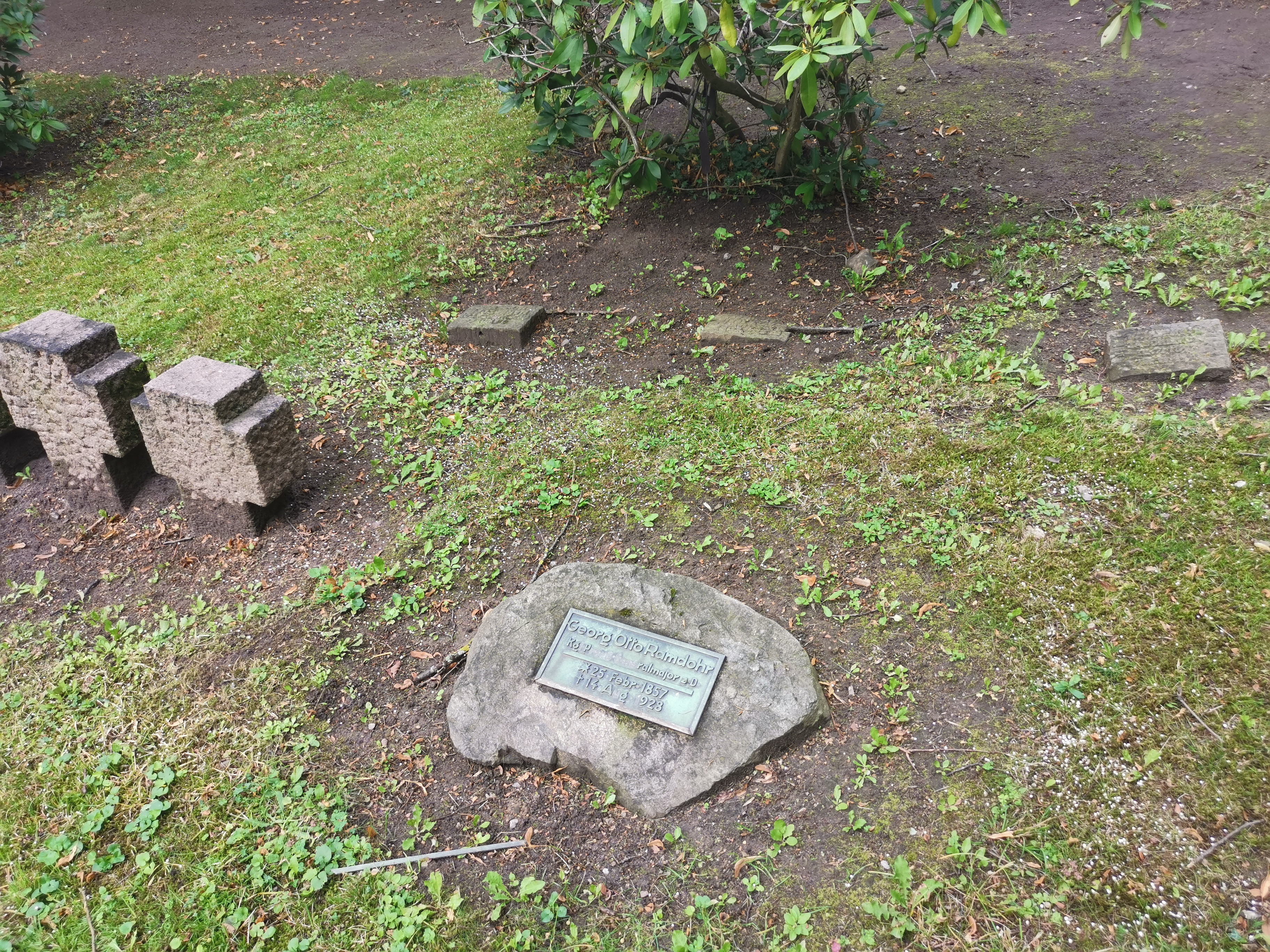
Gedenktafel Ehrenfriedhof in Ratzeburg

Georg Otto Ramdohr (* 25. Februar 1857 in Aschersleben; † 14. August 1928 in Ratzeburg) war ein preußischer Generalmajor.

## Leben

### Herkunft
Otto war ein Sohn des Fabrikanten Ludwig Gottlieb Ramdohr (1830–1894) und dessen Ehefrau Emilie Therese, geborene Walkhoff (1831–1872) aus Aschersleben. Sein Onkel war Gustav Adolf Ramdohr, der Großvater von Lilo Ramdohr.

### Militärkarriere
Ramdohr studierte zunächst an der Friedrichs-Universität Halle. 1877 wurde er im Corps Borussia Halle recipiert. Am 17. März 1878 trat er als Dreijährig-Freiwilliger in das 3. Großherzoglich Hessische Infanterie-Regiment (Leib-Regiment) Nr. 117 der Preußischen Armee in Mainz ein und avancierte bis Mitte Oktober 1879 zum Sekondeleutnant. Als Premierleutnant absolvierte er zur weiteren Ausbildung ab Oktober 1889 für drei Jahre die Kriegsakademie in Berlin. Vom 1. April 1893 ab wurde Ramdohr auf ein Jahr zur Dienstleistung beim Großen Generalstab kommandiert. Von diesem Kommando wurde er bereits am 14. September 1893 entbunden und unter gleichzeitiger Beförderung zum Hauptmann als Kompaniechef in das 5. Rheinische Infanterie-Regiment Nr. 65 nach Köln versetzt. Unter Stellung à la suite seines Regiments wurde er am 22. März 1900 zu den dem Großen Generalstab zugeteilten Offizieren versetzt und am 23. März 1901 unter Belassung à la suite des Regiments zum Eisenbahn-Linienkommissar in Hannover ernannt. In dieser Stellung steig Ramdohr Ende Januar 1904 zum Major auf. Mit der Ernennung zum Kommandeur des III. Bataillons im Infanterie-Regiment „Herwath von Bittenfeld“ (1. Westfälisches) Nr. 13 in Münster kehrte er am 19. Februar 1910 in den Truppendienst zurück und avancierte am 20. März 1911 zum Oberstleutnant. In Genehmigung seines Abschiedsgesuches wurde Ramdohr am 22. April 1912 mit der gesetzlichen Pension und der Genehmigung zum Tragen seiner Regimentsuniform zur Disposition gestellt.
Gleichzeitig erfolgte seine Kommandierung zur Dienstleistung beim Stab der 11. Gendarmerie-Brigade in Kassel und am 4. Mai 1912 erhielt er mit dem Charakter als Oberst die Ernennung zum Brigadier dieser Brigade. Das Patent zu seinem Dienstgrad wurde Ramdohr am 22. April 1914 verliehen. Im Verlauf des Ersten Weltkrieges übernahm er die 7. Gendarmerie-Brigade in Münster. Am 15. Oktober 1918 wurde Ramdohr unter Verleihung des Charakters als Generalmajor aus dem Dienst verabschiedet. Den Ruhestand verlebte er auf seinem Gut in Ratzeburg.

### Familie
Ramdohr heiratete seine Gattin Antonie (Toni) Kammerich in Köln. Nach Aufzeichnungen der Tochter seines Cousins, Lilo Ramdohr, die mit ihrem Bruder um 1931 gelegentlich auf dem Gutshof in Ratzeburg zu Gast war, hinterließ Ramdohr seine inzwischen gehbehinderte Witwe, seine Tochter mit dem Namen Lotte, die als Agrarökonomin das Gut bewirtschaftete, und einen Sohn, den Forstökonom Hans-Otto Ramdohr (1902–1969). Dieser war in der Tat SA-Standartenführer, der 1934 im Zuge von Ereignissen des Röhm-Putsches vorübergehend inhaftiert wurde und 1945 Ausbilder von Werwolf-Untergrundkämpfern in Schlesien war.